# Эйр Синай
Эйр Синай (араб. 'سيناء للطيران‎, англ. Air Sinai) — eгипетская авиакомпания, выполняющая рейсы между Египтом и Израилем.
Компания была основана в 1982 году после подписания мирного соглашения между Израилем и Египтом с целью поддержания авиационной связи между двумя странами.
Основанием авиаперевозчика занялась EgyptAir, которая по имиджевым и политическим причинам не была заинтересована выполнять рейсы под собственным именем.
Первые полеты компании выполнялись на арендованном у Egyptair Боинге 737-200. В конце 1980-х компания также начала выполнять чартерные рейсы для EgyptAir, помимо регулярных рейсов в Тель-Авив.
В настоящее время перевозчик выполняет рейсы только между Каиром и Тель-Авивом. Рейсы выполняются бортами Airbus A220 и Embraer 170.
Эйр Синай примечательна своей таинственностью, и вплоть до 2021 года билеты на рейсы перевозчика можно было приобрести только в офисах авиакомпании наличными деньгами или в специальных туристических агентствах.

## История
Авиаперевозчик был основан правительством Египта в 1982 году, с эксклюзивной целью выполнят рейсы между Египтом и Израилем, которые по политическим причинам не могли выполняться национальным перевозчиком Egyptair. Арендованный у Egyptair самолёт Боинг 737-200 был использован для выполнения данных рейсов. В середине 80-х годов на маршруте использовали также самолёт модели Fokker F27 Friendship.
Также начались выполняться рейсы на курортные города Египта.
В 2002 году Эйр Синай прекратила существование как авиакомпания сама по себе, и с тех пор как действует «бумажный перевозчик» от имени Egyptair, при этом используя борты материнской компании без каких либо различительных знаков и символов Egyptair.
В 2021 году авиакомпания основала веб-сайт, где можно приобрести билеты на её рейсы.